# Michael Jackson: Live at the Apollo 2002
Michael Jackson: Live at the Apollo 2002 est une performance de Michael Jackson à l'Apollo Theater de New York le 24 avril 2002. L'événement était organisé par le Comité national démocrate et l'ancien président Bill Clinton dans le cadre de la campagne « Every Vote Counts » (« Chaque Vote Compte »), visant à inciter les citoyens à s'inscrire sur les listes électorales. Le concert était animé par l'acteur Chris Tucker et l'actrice Cicely Tyson. 
Comportant seulement trois chansons, cet évènement fut le dernier concert de Michael Jackson. 

## Programme
1. Dangerous
2. Black or White (avec Dave Navarro en tant que guitariste principal)
3. Heal the World

## Enregistrement
Le réseau de télévision par câble C-Span, auteur de l'enregistrement, a déclaré ne pas être en mesure de montrer le concert dans son intégralité en raison de problèmes de droits de diffusion. Ainsi, il n'existe que des extraits lacunaires (et de mauvaise qualité) de cette performance disponibles sur Youtube.

## Divers
Après l'annonce de la mort du chanteur le 25 juin 2009 à Los Angeles, des milliers d'admirateurs lui ont rendu hommage le 30 juin au soir devant l'Apollo Theater, un lieu emblématique de la culture afro-américaine où par ailleurs, dès 1967, les Jackson 5 se sont produits à plusieurs reprises.